# Guilherme Henriques de Carvalho
Guilherme Henriques de Carvalho (Coimbra, 1º febbraio 1793 – Lisbona, 15 novembre 1857) è stato un cardinale e patriarca cattolico portoghese.

## Biografia
Nacque a Coimbra il 1º febbraio 1793 da José Ribeiro dos Santos e Ana Joaquina da Soledade.
Papa Gregorio XVI lo elevò al rango di cardinale nel concistoro del 19 gennaio 1846.
Morì il 15 novembre 1857 all'età di 64 anni.

## Genealogia episcopale e successione apostolica
La genealogia episcopale è:
- Vescovo Jerónimo do Barco, O.F.M.Ref.
- Arcivescovo Vicente da Soledade e Castro, O.S.B.
- Cardinale Francisco de São Luiz Saraiva, O.S.B.
- Cardinale Guilherme Henriques de Carvalho

La successione apostolica è:
- Cardinale Manuel Bento Rodrigues da Silva (1846)
- Arcivescovo José Joaquim de Azevedo e Moura (1846)
- Arcivescovo Domingos José de Sousa Magelhães (1853)
- Vescovo Carlos Cristóvão Genuês Pereira (1855)